# Guerchais Roche GR-105
Dimensions
Le Guerchais Roche GR-105 est un planeur biplace de performance et de voltige conçu par l'ingénieur Guerchais et construit par les établissements Roche aviation à Riom. Basé sur un premier projet datant de 1938 il fait son premier vol en 1942.

## Histoire
Louis Guerchais qui n'a plus construit de planeur depuis le congrès de Combegrasse en 1922 présente en 1942 au casino de Riom ce biplace. D'une envergure de 18 mètres et d'une finesse de 29 est "d'une pureté de ligne qui relègue le C.800 (pourtant contemporain) au rang d'antiquité".
Il en est construit deux prototypes,.
En 1944, il est écarté lors de la sélection de planeurs commandés par le ministère de l'Air pour relancer l'activité au profit des Caudron C.800 et Castel C-25 S .

## Construction
Les ailes sont en bois entoilé. Les ailerons occupent les deux tiers extérieurs du bord de fuite. Des aérofreins s'étendent entre le quart et le tiers de l'envergure au tiers de la corde.
Le fuselage de section globalement rectangulaire comporte des arrondis sur les arêtes qui l'affinent visuellement. Le nez est généreusement arrondi ce qui lui donne un aspect très moderne pour l'époque.
Le train d’atterrissage se compose d'une roue fixe en avant du centre de gravité, d'un patin en bois et d'une béquille.